# Purav Raja
Purav Raja, né le 7 décembre 1985 à Bombay, est un joueur de tennis indien spécialiste du double.

## Carrière
Il a gagné quinze tournois Challenger en double dans sa carrière : Karshi en 2009, Toyota en 2010, Crémone en 2011, Kyoto en 2013 et 2014, Portorož en 2015, Manchester, Surbiton, Ségovie et Pune en 2016, Bordeaux, Knoxville et Champaign en 2017 et Istanbul et Ismaning en 2018. Il est le vainqueur surprise du tournoi de Bogota en juillet 2013, associé à son compatriote Divij Sharan. Il n'avait alors joué que trois matchs sur le circuit ATP et les avaient tous perdus. En 2014, il est demi-finaliste du tournoi de Zagreb avec Marcelo Demoliner et finaliste de ce même tournoi en 2015 avec Fabrice Martin. Pendant l'été 2016, il enchaîne trois demi-finales à Newport, Gstaad et Atlanta avant de remporter son second tournoi ATP à Cabo San Lucas.
En simple, sa seule performance notable est d'avoir participé au premier tour du tournoi de Bombay avec un statut de lucky loser.
En 2013, il a été sélectionné pour prendre part à une rencontre de Coupe Davis contre la Corée du Sud.

## Palmarès

### Titres en double messieurs
| No | Date       | Nom et lieu du tournoi                    | Catégorie | Dotation  | Surface    | Partenaire   | Finalistes                           | Score      |          |
| -- | ---------- | ----------------------------------------- | --------- | --------- | ---------- | ------------ | ------------------------------------ | ---------- | -------- |
| 1  | 15-07-2013 | Claro Open Colombia Bogota                | ATP 250   | 638 085 $ | Dur (ext.) | Divij Sharan | Édouard Roger-Vasselin Igor Sijsling | 7-64, 7-63 | Parcours |
| 2  | 08-08-2016 | Abierto Mexicano Los Cabos Cabo San Lucas | ATP 250   | 721 030 $ | Dur (ext.) | Divij Sharan | Jonathan Erlich Ken Skupski          | 7-64, 7-63 | Parcours |

### Finales en double messieurs
| No | Date       | Nom et lieu du tournoi      | Catégorie | Dotation  | Surface    | Vainqueurs                          | Partenaire     | Score    |          |
| -- | ---------- | --------------------------- | --------- | --------- | ---------- | ----------------------------------- | -------------- | -------- | -------- |
| 1  | 02-02-2015 | PBZ Zagreb Indoors Zagreb   | ATP 250   | 439 405 € | Dur (int.) | Marin Draganja Henri Kontinen       | Fabrice Martin | 6-4, 6-4 | Parcours |
| 2  | 02-01-2017 | Aircel Chennai Open Chennai | ATP 250   | 425 535 $ | Dur (ext.) | Rohan Bopanna Jeevan Nedunchezhiyan | Divij Sharan   | 6-3, 6-4 | Parcours |

## Parcours dans les tournois duGrand Chelem

### En double
| Année | Open d'Australie             | Open d'Australie         | Internationaux de France     | Internationaux de France  | Wimbledon                      | Wimbledon                  | US Open                      | US Open                     |
| ----- | ---------------------------- | ------------------------ | ---------------------------- | ------------------------- | ------------------------------ | -------------------------- | ---------------------------- | --------------------------- |
| 2013  | —                            | —                        | —                            | —                         | 1er tour (1/32) D. Sharan      | N. Monroe Simon Stadler    | —                            | —                           |
| 2014  | —                            | —                        | —                            | —                         | 1er tour (1/32) M. Demoliner   | J. S. Cabal M. Matkowski   | —                            | —                           |
| 2015  | —                            | —                        | —                            | —                         | 1er tour (1/32) F. Martin      | J. Marray F. Nielsen       | —                            | —                           |
| 2016  | —                            | —                        | 1er tour (1/32) Ivo Karlović | Łukasz Kubot A. Peya      | —                              | —                          | —                            | —                           |
| 2017  | 1er tour (1/32) Divij Sharan | J. Eysseric F. Martin    | 1/8 de finale Divij Sharan   | R. Harrison M. Venus      | 2e tour (1/16) Divij Sharan    | Raven Klaasen Rajeev Ram   | 2e tour (1/16) Leander Paes  | K. Khachanov A. Rublev      |
| 2018  | 1/8 de finale Leander Paes   | J. S. Cabal Robert Farah | 1er tour (1/32) F. Martin    | Yuki Bhambri Divij Sharan | 1er tour (1/32) F. Martin      | Mirza Bašić Dušan Lajović  | 1er tour (1/32) P. Gojowczyk | Nikola Mektić Jürgen Melzer |
| 2019  | —                            | —                        | —                            | —                         | 1er tour (1/32) Nedunchezhiyan | Lleyton Hewitt J. Thompson | —                            | —                           |

N.B. : le nom du partenaire se trouve sous le résultat ; le nom des ultimes adversaires se trouve à droite.

### En double mixte
| Année | Open d'Australie | Open d'Australie | Internationaux de France | Internationaux de France | Wimbledon                 | Wimbledon           | US Open | US Open |
| ----- | ---------------- | ---------------- | ------------------------ | ------------------------ | ------------------------- | ------------------- | ------- | ------- |
| 2017  | —                | —                | —                        | —                        | 2e tour (1/16) Eri Hozumi | A. Klepač D. Nestor | —       | —       |

N.B. : le nom de la partenaire se trouve sous le résultat ; le nom des ultimes adversaires se trouve à droite.

## Parcours enCoupe Davis
| #                                                  | Date          | Lieu     | Surface    | Gagnant(s)                   | Perdant(s)               | Score              |          |
|                                                    |               |          |            |                              |                          |                    |          |
| 2017 - play-off (groupe mondial) - Canada - Inde : |               |          |            |                              |                          |                    |          |
| 1                                                  | 15-17/09/2017 | Edmonton | Dur (int.) | Daniel Nestor Vasek Pospisil | Rohan Bopanna Purav Raja | 7-5, 7-5, 5-7, 6-3 | Parcours |

## Classement ATP en fin de saison
| Année          | 2006 | 2007 | 2008 | 2009 | 2010 | 2011 | 2012 | 2013 | 2014 | 2015 | 2016 | 2017 | 2018 | 2019 | 2020 |
| Rang en double | 889  | 384  | 244  | 210  | 143  | 143  | 156  | 90   | 130  | 93   | 65   | 60   | 91   | 89   | 124  |

Source : (en) Classements de Purav Raja sur le site officiel de la Fédération internationale de tennis